# Aconophora talpula
Aconophora talpula är en insektsart som beskrevs av William D. Funkhouser. Aconophora talpula ingår i släktet Aconophora och familjen hornstritar. Inga underarter finns listade i Catalogue of Life.